# Omkørselsvejen (Haderslev)
Omkørselsvejen  er en to-sporet omfartsvej der går igennem det vestlige Haderslev. Vejen er en del af Sekundærrute 170 der går imellem Aarhus og Kiskelund.
Den er med til at lede trafikken der skal mod Aabenraa, Ribe, eller Kolding, uden om Haderslev Centrum, så byen ikke bliver belastet af for meget trafik.
Vejen forbinder Christiansfeld Landevej i nord med Aabenraa Landevej i syd, og har forbindelse til Christian X's Vej, Moltrupvej, Ribe Landevej, Ny Erlevvej og Grønningen.